# Palaganangudy
Palaganangudy là một thị xã panchayat của quận Tiruchirappalli thuộc bang Tamil Nadu, Ấn Độ.

## Nhân khẩu
Theo điều tra dân số năm 2001 của Ấn Độ, Palaganangudy có dân số 8880 người. Phái nam chiếm 50% tổng số dân và phái nữ chiếm 50%. Palaganangudy có tỷ lệ 74% biết đọc biết viết, cao hơn tỷ lệ trung bình toàn quốc là 59,5%: tỷ lệ cho phái nam là 79%, và tỷ lệ cho phái nữ là 68%. Tại Palaganangudy, 13% dân số nhỏ hơn 6 tuổi.